# Landtags- und Gemeinderatswahlkreis Döbling
Der Wahlkreis Döbling ist ein Wahlkreis in Wien, der den Wiener Gemeindebezirk Döbling umfasst. Bei der Landtags- und Gemeinderatswahl 2020 waren im Wahlkreis Döbling 47.503 Personen wahlberechtigt, wobei bei der Wahl die Sozialdemokratische Partei (SPÖ) mit 35,06 % als stärkste Partei hervorging. Die SPÖ und die Volkspartei (ÖVP) erreichten je eines der vier möglichen Grundmandate.

## Wahlergebnisse
| Landtagswahlen im Wahlkreis Döbling | Landtagswahlen im Wahlkreis Döbling | Landtagswahlen im Wahlkreis Döbling | Landtagswahlen im Wahlkreis Döbling | Landtagswahlen im Wahlkreis Döbling | Landtagswahlen im Wahlkreis Döbling | Landtagswahlen im Wahlkreis Döbling | Landtagswahlen im Wahlkreis Döbling | Landtagswahlen im Wahlkreis Döbling |
| Wahltermin                          | GM                                  |                                     | SPÖ                                 | ÖVP                                 | FPÖ                                 | GRÜNE                               | LIF/NEOS                            | Sonstige                            |
| ----------------------------------- | ----------------------------------- | ----------------------------------- | ----------------------------------- | ----------------------------------- | ----------------------------------- | ----------------------------------- | ----------------------------------- | ----------------------------------- |
| 13. Oktober 1996                    |                                     | Stimmenanteile (%)                  | 31,76                               | 26,05                               | 23,17                               | 7,79                                | 9,97                                | 1,27                                |
| 13. Oktober 1996                    | 5                                   | Grundmandate                        | 1                                   | 1                                   | 1                                   | 0                                   | 0                                   | 0                                   |
| 25. März 2001                       |                                     | Stimmenanteile (%)                  | 37,04                               | 27,55                               | 18,60                               | 12,13                               | 4,24                                | 0,44                                |
| 25. März 2001                       | 5                                   | Grundmandate                        | 2                                   | 1                                   | 1                                   | 0                                   | 0                                   | 0                                   |
| 23. Oktober 2005                    |                                     | Stimmenanteile (%)                  | 38,06                               | 33,51                               | 11,66                               | 14,75                               | –                                   | 2,03                                |
| 23. Oktober 2005                    | 4                                   | Grundmandate                        | 1                                   | 1                                   | 0                                   | 0                                   | –                                   | 0                                   |
| 10. Oktober 2010                    |                                     | Stimmenanteile (%)                  | 37,99                               | 26,44                               | 20,19                               | 12,65                               | –                                   | 2,72                                |
| 10. Oktober 2010                    | 4                                   | Grundmandate                        | 1                                   | 1                                   | 1                                   | 0                                   | –                                   | 0                                   |
| 11. Oktober 2015                    |                                     | Stimmenanteile (%)                  | 35,66                               | 18,00                               | 25,17                               | 10,14                               | 9,56                                | 1,47                                |
| 11. Oktober 2015                    | 4                                   | Grundmandate                        | 1                                   | 0                                   | 1                                   | 0                                   | 0                                   | 0                                   |
| 11. Oktober 2020                    |                                     | Stimmenanteile (%)                  | 35,06                               | 29,62                               | 5,54                                | 13,26                               | 10,70                               | 5,83                                |
| 11. Oktober 2020                    | 4                                   | Grundmandate                        | 1                                   | 1                                   | 0                                   | 0                                   | 0                                   | 0                                   |